# Saint-Jean-de-Belleville
Saint-Jean-de-Belleville (frankoprovenzalisch: Sent-Jian-de-Bélavela) ist eine Commune déléguée in der französischen Gemeinde Les Belleville mit 561 Einwohnern (Stand: 1. Januar 2022) im Département Savoie in der Region Auvergne-Rhône-Alpes.
Die Gemeinde Saint-Jean-de-Belleville wurde am 1. Januar 2019 in die Commune nouvelle Les Belleville eingemeindet. Sie hat seither des Status einer Commune déléguée. Sie gehörte zum Arrondissement Albertville und zum Kanton Moûtiers. Sie war außerdem Teil des Gemeindeverbands Cœur de Tarentaise.

## Geographie
Saint-Jean-de-Belleville liegt etwa 28 Kilometer südsüdöstlich von Albertville am Doron de Belleville in der historischen Provinz Tarentaise. Umgeben wird Saint-Jean-de-Belleville von den Nachbargemeinden Le Bois im Norden, Salins-Fontaine im Nordosten, Les Belleville im Osten, Hermillon und Le Châtel im Süden, Pontamafrey-Montpascal im Südwesten, Montaimont im Westen und Südwesten, Saint François Longchamp im Westen sowie Les Avanchers-Valmorel im Westen und Nordwesten.

## Bevölkerungsentwicklung
| Jahr                      | 1962 | 1968 | 1975 | 1982 | 1990 | 1999 | 2006 | 2013 |
| Einwohner                 | 497  | 461  | 470  | 363  | 394  | 418  | 483  | 562  |
| Quelle: Cassini und INSEE |      |      |      |      |      |      |      |      |

## Sehenswürdigkeiten
- Kirche Saint-Jean-Baptiste aus dem 17./18. Jahrhundert
- Kapelle Notre-Dame-des-Grâces, 1734 bis 1741 erbaut